# William Ingersoll Estate
Le William Ingersoll Estate est une maison américaine située dans le comté de Saint Louis, dans le Minnesota. Protégée au sein du parc national des Voyageurs, elle est inscrite au Registre national des lieux historiques depuis le 15 juin 2011.